# Giorgio Zoras
Giorgio Zoras, nome italianizzato di Georgios Theodorou Zoras (Pyrgos, 1908 – Atene, 13 giugno 1982), è stato un filologo e bizantinista greco.

## Biografia
Nacque il 28 dicembre 1908 a Pyrgos e studiò giurisprudenza, filologia e scienze politiche presso le università di Roma, Napoli e Siena. Nel 1931 conseguì il dottorato e, con una delibera dell'allora ministro dell’Educazione nazionale Francesco Ercole, nel 1933 assunse il ruolo di professore di lingua e letteratura greca moderna all'Università di Roma. Con l'inizio della guerra greco-italiana tornò in Grecia e nel 1942 fu nominato titolare della cattedra di Letteratura greca medievale e moderna presso l'Università di Atene, dove nell'anno accademico 1952-1953 divenne preside della Facoltà di Lettere e Filosofia. Mantenne il suo ruolo di professore fino al 1968, portando avanti in parallelo l'insegnamento della letteratura greca moderna presso la scuola di recitazione del Teatro Nazionale di Atene. Dal 1956 era tornato in Italia dove in qualità di direttore dell'Istituto di Studi Bizantini e Neoellenici dell'Università di Roma curò la Rivista Di Studi Bizantini e Neoellenici. Nel suo lavoro si concentrò sulla diffusione degli studi greci moderni sia in Grecia che in Italia. Alcuni dei suoi lavori più importanti furono gli Studi Eptanesiani (6 voll., 1959) e i Documenti dell'Archivio Vaticano sulla Rivoluzione Ellenica (1979). Morì ad Atene il 13 giugno 1982.